# In the Spanish Cave
In The Spanish Cave (también conocido como Captain Long Brown Finger In The Spanish Cave) es el tercer álbum de estudio de la banda Thin White Rope. Fue lanzado en 1988 por Frontier Records.

## Lista de canciones
Todas las canciones fueron escritas por Guy Kyser excepto donde se marca.
Todas las canciones escritas y compuestas por Guy Kyser (except where noted). 
| N.º | Título                                                                                    | Duración |  |
| 1.  | «Mr. Limpet» (Kyser/Von Feldt)                                                            | 3:52     |  |
| 2.  | «Ring»                                                                                    | 3:19     |  |
| 3.  | «It's Ok» (Thin White Rope)                                                               | 5:19     |  |
| 4.  | «Ahr-Skidar»                                                                              | 1:37     |  |
| 5.  | «Red Sun»                                                                                 | 4:02     |  |
| 6.  | «Munich Eunich» (CD and cassette only; the vinyl version of the album omitted this track) | 3:46     |  |
| 7.  | «Elsie Crashed the Party»                                                                 | 3:36     |  |
| 8.  | «Timing» (Kyser/Becker)                                                                   | 3:25     |  |
| 9.  | «Astronomy»                                                                               | 5:45     |  |
| 10. | «Wand»                                                                                    | 4:02     |  |
| 11. | «July» (Kyser/Becker)                                                                     | 4:41     |  |

## Créditos
- Guy Kyser – Guitarra, voz
- Roger Kunkel – Guitarra, voz
- John Von Feldt – Bajo, voz
- Jozef Becker – Batería